# Ucanal
Ucanal es un yacimiento arqueológico maya precolombino localizado en el departamento del Petén en el norte de Guatemala.

## Localización
Ucanal está ubicado en la margen del Río Mopán. Se puede acceder al lugar por la carretera que lleva de Flores a Melchor de Mencos, y está muy cerca del pueblo llamado Tikalito, a 82 km al sur de Tikal.

## Historia
El nombre antiguo de Ucanal era K'anwitznal, habiendo sido uno de sus primeros régules Ajaw K'uk' o el señor Quetzal. La ciudad tuvo fuertes vínculos con Tikal y, en el siglo VII d. C.., también con Caracol. 
Ucanal fue atacada por la Kalomté dama régule, Wac' Chanil Ahau o la Dama de Seis Cielos que residía en Naranjo en septiembre - diciembre del año 693 d. C. Poco más tarde en 695, el 1 de febrero, el señor de Ucanal Kinich Cab fue capturado por el régule de Naranjo, en donde fue retenido hasta el 22 de junio de 712. A partir de entonces Ucanal fue reducida como ciudad a un vasallaje de Naranjo.
Años después, en 800 el señor Hok K'awil de Caracol capturó al señor de Ucanal. Durante las siguientes décadas un grupo étnico mestizo (maya-náhuatl) proveniente del Putum, llenó el vacío de poder en Ucanal. Este grupo no adoraba al Dios Kukulkán. El año 830, el señor Chan Ek' Hopet puso a  Wat'ul Chatel como su vasallo en el Seibal, y lo registró en la Estela # 11 de ese lugar.

## Descripción del sitio
El sitio arqueológico mantiene evidencias de dos sistemas de irrigación artificiales, uno de ellos es un canal de 420 m de longitud, y el otro de 370 m. Ambos canales tienen 7 m de ancho.  Hay además ciento catorce estructuras en el área principal y por lo menos ciento cincuenta grupos residenciales. El área protegida cubre 1,6 km² pero no están incluidos varios grupos y estructuras menores. Hay varios templos y palacios y dos juegos de pelota. Muchas de las estelas han sido destruidas. En el sitio hay veintidós estelas y dieciséis altares.